# كارلوس ريبيرو
كارلوس ريبيرو هو جيولوجي وعسكري وسياسي برتغالي، ولد في 21 ديسمبر 1813 في لشبونة في البرتغال، وتوفي بنفس المكان في 13 نوفمبر 1882.